# Grand-Couronne
Grand-Couronne là một xã thuộc tỉnh Seine-Maritime trong vùng Normandie miền bắc nước Pháp.

## Huy hiệu
| Arms of Grand-Couronne | The arms of Grand-Couronne are blazoned: Per fess gules and azure, a leopard Or and a boat Or on 3 bars wavy argent (waves) dimidiated with Per fess azure and gules, a crown Or and a demi toothed wheel argent issuant from the line of division. |

## Dân số
| Năm | 1962 | 1968 | 1975 | 1982 | 1990 | 1999 | 2006 |
| --- | ---- | ---- | ---- | ---- | ---- | ---- | ---- |
| Dân số | 6118 | 6789 | 7749 | 9472 | 9792 | 9442 | 9507 |
| From the year 1962 on: No double counting—residents of multiple communes (e.g. students and military personnel) are counted only once. |      |      |      |      |      |      |      |

## Xã kết nghĩa
- Seelze, Đức
- Velten, Đức